# Списак амбасадора СФРЈ (Р—Ш)
Списак амбасадора (велепосланика) СФР Југославије чије презиме почиње на слова Р—Ш, за остале амбасадоре погледајте Списак амбасадора СФРЈ.
1. Љубомир Радовановић (1894—1975) амбасадор у Турској
2. Ненад Радовановић (1927—) амбасадор у Норвешкој
3. Радомир Радовић (1918—2000) амбасадор у Либану, Чилеу и Француској
4. Мара Радић (1915—) амбасадор у Швајцарској
5. Жика Радојловић (1925—1993) амбасадор у Кенији
6. Мићо Ракић (1922—2007) амбасадор у Уганди и Сједињеним Америчким Државама
7. Звонко Раос (1919—) амбасадор у Ираку
8. Виктор Репич (1914—1985) амбасадор у Етиопији и Индонезији
9. Сулејман Реџепагић (1928—2005) амбасадор у Швајцарској
10. Светозар Рикановић (1938—) амбасадор у Уједињеном Краљевству[а]
11. Марко Ристић (1902—1984) амбасадор у Француској
12. Душан Родић (1932—) амбасадор у Чехословачкој
13. Драгутин Рожман (1931—2019) амбасадор у Западној Немачкој
14. Мориц Романо (1921—2010) амбасадор у Чилеу
15. Владимир Роловић (1916—1972) амбасадор у Норвешкој, Јапану и Шведској[б]
16. Анђелко Руњић (1938—2015) амбасадор у Совјетском Савезу
17. Борислав Самоников амбасадор у Авганистану
18. Иво Сарајчић (1915—1994) амбасадор у Аустрији и Уједињеном Краљевству
19. Мирко Сарделић (1912—2000) амбасадор у Финској
20. Кемал Сејфула (1921—1978) амбасадор у Замбији и Боцвани
21. Гојко Секуловски (1925—2002) амбасадор у Аустралији
22. Иван Сеничар (1935—2019) амбасадор у Етиопији[в]
23. Нусрет Сеферовић амбасадор у Либану и Етиопији
24. Момчило Сибиновић (1919—1996) амбасадор у Финској
25. Божин Симић (1881—1966) амбасадор у Турској и Француској
26. Станоје Симић (1893—1970) амбасадор у Сједињеним Америчким Државама
27. Златко Синобад (1923—2014) амбасадор у Финској
28. Анте Скатаретико (1928—2003) амбасадор у Италији
29. Словен Смодлака (1907—1977) амбасадор у Швајцарској
30. Јоже Смоле (1927—1996) амбасадор у Совјетском Савезу
31. Руди Сова (1934—) амбасадор у Мађарској
32. Драги Стаменковић (1920—2004) амбасадор у Уједињеном Краљевству
33. Љубица Станимировић (1920—1995) амбасадор у Финској
34. Божидар Станић (1916—2000) амбасадор у Гвинеји
35. Светозар Старчевић амбасадор у Данској и Аустралији
36. Маријан Стилиновић (1904—1959) амбасадор у Чехословачкој и Аргентини
37. Милан Стојаковић (1925—) амбасадор у Кенији и Португалу
38. Станислав Стојановић (1937—) амбасадор у Чехословачкој
39. Реџаи Сурои (1929—1988) амбасадор у Мексику и Шпанији[г]
40. Мирко Тепавац (1922—2014) амбасадор у Мађарској
41. Реџо Терзић (1924—1998) амбасадор у Ираку и Кенији
42. Геза Тиквицки (1917—1999) амбасадор у Мађарској
43. Љиљана Тодорова (1934—) амбасадор у Гвинеји
44. Стана Томашевић (1921—1983) амбасадор у Норвешкој и Исланду
45. Илија Топаловски (1922—1999) амбасадор у Тунису, Гвинеји, Норвешкој, Индији и Јапану
46. Иван Тошевски (1929—2008) амбасадор на Новом Зеланду и у Финској
47. Радивој Увалић (1912—1971) амбасадор у Норвешкој, Асутрији, Француској и Ирану[д]
48. Лазар Удовички (1915—1997) амбасадор у Уругвају
49. Салко Фејић (1914—1984) амбасадор у Холандији, Аргентини, Египту и Индији
50. Калман Фехер (1940—2017) амбасадор у Бангладешу
51. Борис Фрлец (1936—) амбасадор у Западној Немачкој
52. Селмо Хашимбеговић (1918—1989) амбасадор у Гвинеји
53. Франц Хочевар (1913—1992) амбасадор у Румунији и Пољској
54. Љубомир Хрњак (1919—) амбасадор у Габону
55. Милош Царевић (1900—1974) амбасадор у Турској
56. Чедомил Цврље (1919—2002) амбасадор у Гвинеји и Либану
57. Есад Церић (1922—2007) амбасадор у Заиру, Габону и Белгији
58. Обрад Цицмил (1915—1976) амбасадор у Бугарској, Уједињеном Краљевству и Канади
59. Борис Цизељ (1941—) амбасадор у Аустралији[в]
60. Богдан Црнобрња (1916—1989) амбасадор у Индији и Сједињеним Америчким Државама
61. Душан Чалић (1918—1993) амбасадор у Мађарској
62. Никола Чашуле (1921—2009) амбасадор у Боливији, Перуу и Бразилу
63. Митко Чаловски (1930—1994) амбасадор у Канади и Уједињеном Краљевству
64. Руди Чачинович (1914—2008) амбасадору у Западној Немачкој и Шпанији
65. Дарко Чернеј (1906—1990) амбасадор у Чехословачкој, Мексику, Италији и Француској
66. Лазар Човић (1933—) амбасадор у Гани
67. Реџеп Џиха амбасадор у Турској
68. Ристо Џунов (1919—2005) амбасадор у Шведској
69. Никола Шашић амбасадор у Анголи
70. Михаило Швабић (1919—2002) амбасадор у Пољској
71. Паун Шербановић (1924—1985) амбасадор у Шри Ланки, Индонезији и Кувајту
72. Џон Широка (1928—) амбасадор у Норвешкој и на Тајланду
73. Андреј Шкерлавај (1941—) амбасадор у Кенији[в]
74. Никола Шкрељи амбасадор у Габону
75. Војмир Шобајић (1915—1996) амбасадор у Авганистану
76. Александар Шокорац амбасадор у Аустралији
77. Ацо Шопов (1923—1982) амбасадор у Сенегалу
78. Зденко Штамбук (1912—1976) амбасадор у Етиопији, Бурми и Холандији
79. Душан Штрбац амбасадор у Италији
80. Чедомир Штрбац (1940—2024) амбасадор у Габону[а]
81. Милош Шумоња (1918—2006) амбасадор у Холандији
82. Борис Шундрел (1926—2000) амбасадор у Француској